# Page (musikgrupp)

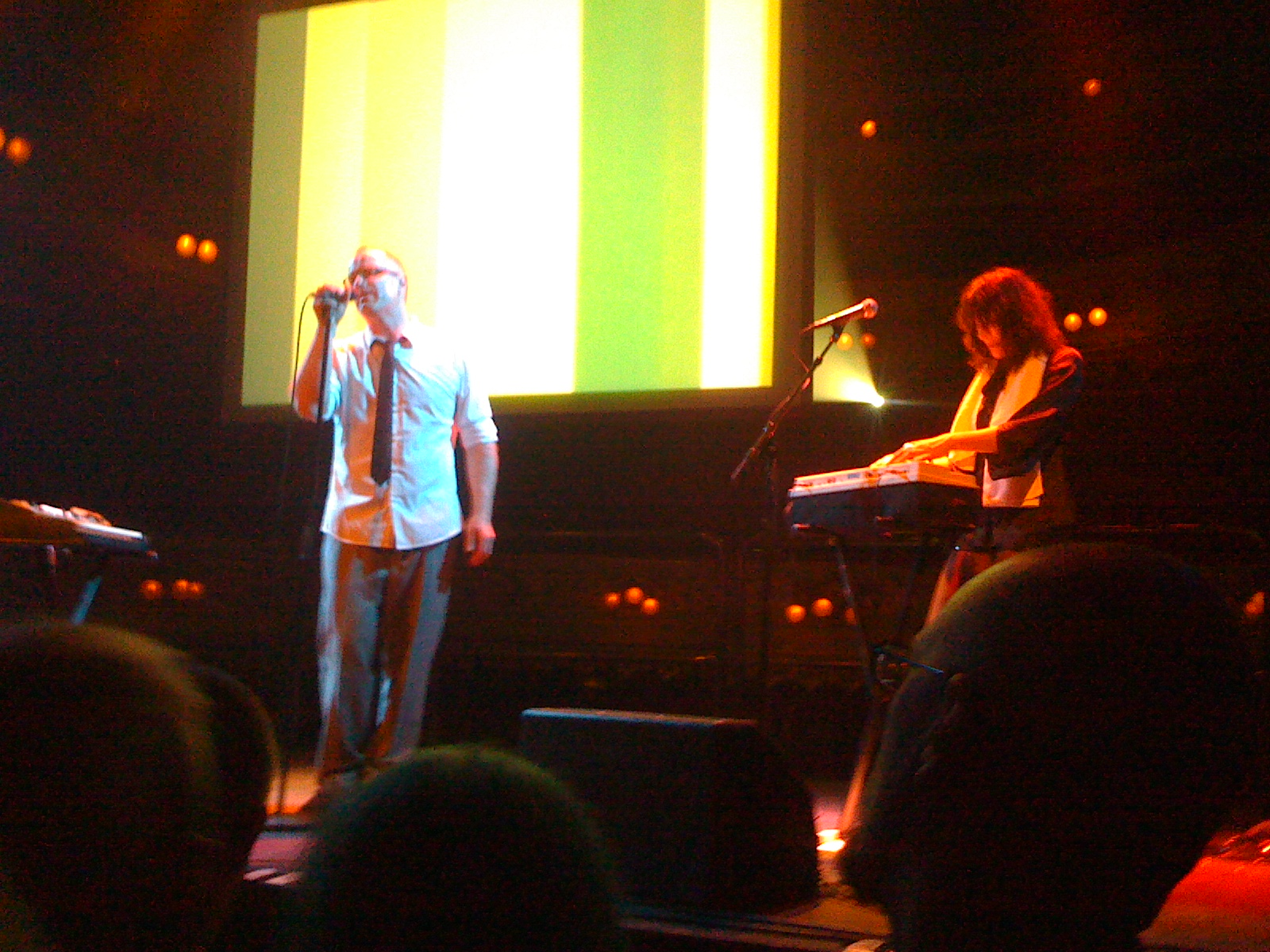
Eddie Bengtsson och Marina Schiptjenko i Page live på Stora Teatern Göteborg 8 maj 2010.

Page är en synthpopduo från Malmö bestående av Eddie Bengtsson och Marina Schiptjenko.

## Biografi
Gruppen anses vara ett av de första renodlade elektroniska popgrupperna i Sverige, och ända sedan frontmannen Bengtsson köpte sina två första synthar 1979, en Korg MS-10 samt en MS-20, har de framfört sin säregna synthpop på svenska. 1980 anslöt sig även Anders Eliasson till bandet. 
Bengtsson lånade pengar av en vän för att 1983 släppa debutsingeln Dansande Man. Den släpptes i endast 300 exemplar på den lilla etiketten Eskimo, och strax därefter hoppade Eliasson av bandet. Sedan dröjde det tre år innan ett annat skivbolag, Accelerating Blue Fish, gav ut singeln Som skjuten ur en kanon. Accelerating Blue Fish blev Page hemvist för ytterligare en singel Blå fötter och en maxisingel Som en vind som släpptes 1989. 
I början av nittiotalet lossnade det för gruppen, i och med att Energy Rekords gav ut deras första album, ett självbetitlat samlingsalbum. Den var tänkt att fungera som en slags sammanfattning av gruppens karriär dittills. 1994 släpptes albumet The Lost Tapes i 1 000 exemplar som innehöll tidiga demos inspelade mellan 1980 och 1987. Samma år kom första studioalbumet med helt nyskapad musik, Hallå! (Var tog månbasen vägen?). Singeln Bilmusik spelades flitigt i Sveriges radio P3 och 1995 släpptes studioabumet Glad med de tre singlarna Förlåt, Står i din väg och Jag väntar. 
Efter att Schiptjenko lämnat Page 1996, tillkom Michael Törnquist och John Liljestrand. På ett nytt skivbolag släppte Page som trio studioalbumen Hur så? 1996, och Helt nära släpptes 1998. 
Under SAMA den första april 2000 på Kåren i Göteborg återförenades Page med originalsättningen, Eddie Bengtsson, Marina Schiptjenko tillsammans med Anders Eliasson, för en allra sista spelning. 
Men tio år senare återförenades Bengtsson och Schiptjenko för att spela in albumet Nu. Samma år spelade bandet på Arvikafestivalen. De har sedan fortsatt ge ut studioalbum kontinuerligt, och 2013 släppte Page albumet Hemma. 2017 släpptes Det är ingen vacker värld men det råkar vara så det ser ut. 2019 släpptes Fakta för alla, och redan året därpå släppte Page två EP, Under mitt skinn, och därefter Aska. 18 December 2020 släpptes det sammanslagna albumet Aska under mitt skinn.
29 september 2023 släpptes albumet "En ny våg", som spelades in av Eddie Bengtsson och Marina Schiptjenko under 2022 och 2023. Chris Payne and R.Russell Bell, som tidigare arbetat med Dramatis och Tubeway Army medverkade som gästmusiker.

## Diskografi

### Album
- 1992 - PAGE (samlings-CD 1981-1991)
- 1994 - THE LOST TAPES (samlings-CD 1980-1987)
- 1994 - HALLÅ! (VAR TOG MÅNBASEN VÄGEN?) (CD)
- 1995 - GLAD (CD)
- 1996 - HUR SÅ? (CD)
- 1998 - HELT NÄRA (CD)
- 2000 - SÅ PASS! (samlings-CD 1980-2000)
- 2000 - LIVE PÅ SAMA 2000 [Live CD 1 april 2000]
- 2010 - NU (CD)
- 2013 - HEMMA (CD)
- 2017 - DET ÄR INGEN VACKER VÄRLD MEN DET RÅKAR VARA SÅ DET SER UT (CD)
- 2019 - FAKTA FÖR ALLA (CD)
- 2020 - ASKA UNDER MITT SKINN (Vinyl-LP)
- 2023 - EN NY VÅG (Vinyl-LP, CD)

### Singlar/EP
- 1983 - Dansande man
- 1986 - Som skjuten ur en Kanon
- 1987 - Blå fötter/Sorg flyg bort
- 1989 - Som en vind (EP)
- 1994 - Bilmusik
- 1995 - Förlåt
- 1995 - Jag väntar
- 1996 - Står i din väg
- 1996 - Svänger
- 1996 - Hur mår du?
- 1997 - På ett berg
- 1997 - Ibland
- 1998 - Ingenting kvar
- 1999 - Som det var
- 2013 - Som ett skal
- 2015 - Tid för en kyss
- 2016 - Är det jag som är en idiot?/Sånt som inte går
- 2017 - Lägger av
- 2018 - Start EP
- 2018 - Adapted
- 2019 - Start album (11 låtar, Vinyl)
- 2020 - Under mitt skinn EP
- 2020 - Blutest Du? (tyskspråkig version av "Blöder du" från FAKTA FÖR ALLA)
- 2020 - Stefansplatz
- 2020 - Aska EP
- 2021 - Aska/En kamera ser/Hög som jag/Bara tryck på play/Jag var så nära
- 2022 - Stör ej
- 2022 - Vi kommer tillbaka EP
- 2023 - En ny våg
- 2023 - För du är rädd
- 2024 - Frusen